# Jacques Bauche
Pour les articles homonymes, voir Bauche (homonymie).
Jacques Bauche, né en 1914, mort en 1982, est un officier de marine français, compagnon de la Libération.
Engagé très tôt dans les Forces navales françaises libres, il participe aux combats pour la Libération et se distingue notamment à Bir Hakeim, au Garigliano, en Alsace.

## Biographie
Fils d'un représentant de commerce, Jacques Bauche naît à Paris le 26 juillet 1914.
Engagé dans la Marine nationale en 1932 pour cinq ans, il navigue surtout au Moyen-Orient. À l'expiration de son engagement en 1937, il revient à la vie civile comme représentant en textiles.

### Seconde Guerre mondiale, entre dans la France libre
Au début de la Seconde Guerre mondiale, il est mobilisé comme second-maître timonier. D'abord sur le patrouilleur Auguste-Denise, il est à partir février 1940 à l'École des chefs de quart, à Brest. Avant l'arrivée des Allemands, il embarque le 18 juin 1940 sur le cuirassé Paris pour l'Angleterre ; refusant l'armistice, il s'engage dans les Forces navales françaises libres.
La France libre manquant d'officiers de marine, Jacques Bauche est promu aspirant aspirant le 22 juillet 1940,. Il se porte volontaire pour faire partie du 1er Bataillon de fusiliers marins (1er BFM) décidé par l'amiral Muselier.

### Dakar, Gabon, Syrie, Libye, Bir Hakeim

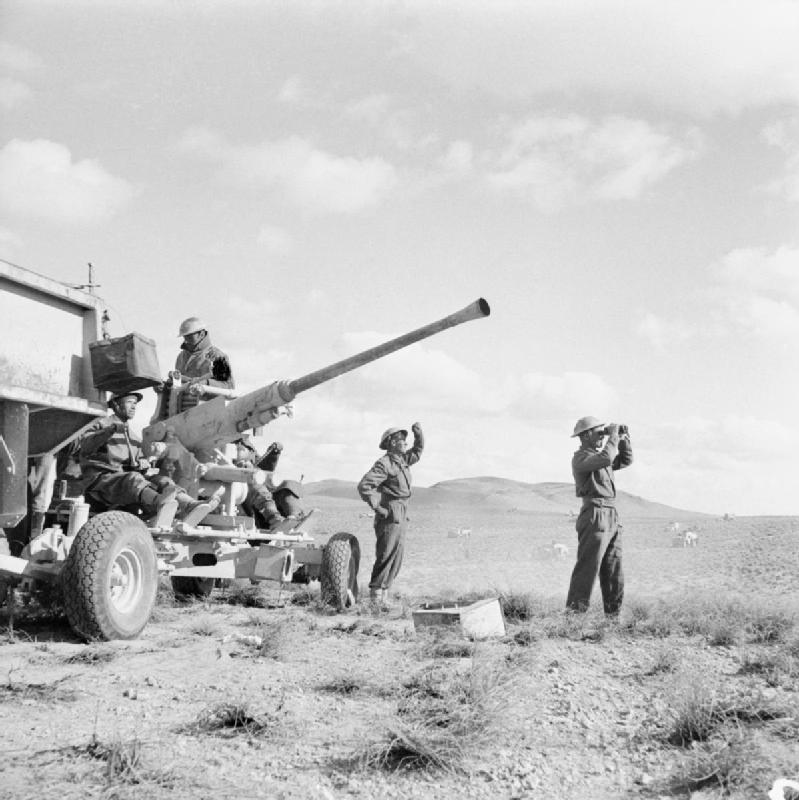
Il commande à Bir Hakeim une batterie de canons antiaériens de 40 mm Bofors.

Il participe en septembre 1940 à la bataille de Dakar, puis à la campagne du Gabon en novembre suivant. L'année suivante, il continue les combats de la France libre avec la campagne d'Érythrée et la campagne de Syrie en 1941.
Il participe ensuite à la campagne de Libye. À la bataille de Bir Hakeim, il commande une batterie antiaérienne de 40 mm Bofors ; lors d'une patrouille au sud de Bir Hakeim, à Rotonda Signali le 1er juin 1942, il galvanise ses hommes pour diriger un feu nourri sur une formation de Messerschmitt 110 qui mitraillent les Français ; ils réussissent à abattre quatre de ces appareils, ce qui lui vaut une citation à l'ordre de l'armée,. Il se distingue aussi à d'autres occasions par la réussite de missions difficiles.

### Tunisie, campagne d'Italie, campagne de France
Jacques Bauche prend part ensuite à la campagne de Tunisie en 1942-1943, puis il passe au 1er régiment de fusiliers marins (1er RFM) en formation en 1943. Il se fait remarquer en 1944 lors de la campagne d'Italie : commandant en second de l'escadron de chars, il remplit avec succès une mission de renseignements, et participe à tous les combats du 12 mai au 18 juin 1944 entre le Garigliano et Torre Alfina (it),. Il est encore cité à l’ordre de la division.
Ayant débarqué en Provence, il se distingue de nouveau lors des combats du 27 septembre 1944 pour la prise de Frédéric-Fontaine. Le 30 septembre, il est gravement blessé en Haute-Saône par un éclat d'obus devant Ronchamp. En Alsace, il est nommé commandant de l'escadron hors rang. En janvier 1945, il est « un des meilleurs artisans des succès du 1er RFM »,. Il est créé compagnon de la Libération par le général de Gaulle le 26 septembre 1945.

### Après la guerre
Après la guerre, c'est avec le grade de lieutenant de vaisseau qu'il quitte la Marine en novembre 1945. Il est nommé fonctionnaire international dans l'Administration des Nations unies pour le secours et la reconstruction (UNRRA) en Allemagne, de 1946 à 1948. Il y dirige une équipe de vingt personnes, avec notamment des médecins, des assistantes sociales, des spécialistes. Il est promu à la tête du contrôle de l'UNRAA pour la région de Constance, puis pour le Wurtemberg. Il participe ensuite au Plan Marshall jusqu'en 1951, puis intègre l'administration de l'OTAN.
Rappelé à l'activité pour quelques mois en 1956, il est membre du cabinet du ministre de la Défense nationale Maurice Bourgès-Maunoury. Revenu dans le civil, il devient adjoint au chef des Services techniques d'une grande entreprise de commerce et de distribution.
Il meurt le 12 juin 1982 à Orléans dans le Loiret. Ses obsèques y sont célébrées le 17 juin, en présence du général d’armée Jean Simon, chancelier de l’ordre de la Libération, qui prononce le discours, d'autres personnalités, et d'anciens de la France libre.

## Œuvres
- À force de vaincre. Cinq ans au 1er RFM pour la libération de la France, journal de Guerre, Paris, A. Fleury, 1947, 429 p.
- Jean-Marie de l'Ile de Sein, Paris, 1947 ; rééd. Paris, France-Empire, 1967, 351 p.
- Nombreux articles dans la Revue de la France Libre : « L'Appel du 18 juin », « Le ralliement de l’île de Sein », « Elles ont combattu avec nous », « Reconnaissance à Rotonda-Signali », « Des marins et des mules », …

## Hommages et distinctions

### Décorations
Ses principales décorations sont :
- Commandeur de la Légion d'honneur
- Compagnon de la Libération par décret du 26 septembre 1945[4]
- Croix de guerre 1939–1945 (3 citations)
- Médaille de la Résistance française avec rosette par décret du 11 mars 1947[5]
- Chevalier de l'ordre du Mérite maritime
- Croix du combattant volontaire de la guerre de 1939–1945
- Croix du combattant volontaire de la Résistance
- Croix du combattant
- Médaille coloniale, avec agrafes « Libye », « Bir-Hakeim », « Tunisie 1942-1943 »
- Insigne des blessés militaires
- Médaille commémorative des services volontaires dans la France libre
- Médaille commémorative française de la guerre 1939–1945
- Médaille commémorative des opérations de sécurité et de maintien de l'ordre
- Médaille commémorative de la campagne d'Italie (1943–1944)
- Silver Star Medal (États-Unis).

### Autres hommages
- Square Jacques Bauche, à Sury-aux-Bois.